# Караайрык
Караайрык (каз. Қараайрық, до 17.09.1999 г. — Язевка) — упразднённое село в Катон-Карагайском районе Восточно-Казахстанской области Казахстана. Входило в состав Жамбылского сельского округа. Код КАТО — 635435205. Ликвидировано в 2009 г.

## Население
В 1999 году население села составляло 72 человека (36 мужчин и 36 женщин). По данным переписи 2009 года, в селе проживали 24 человека (14 мужчин и 10 женщин).